# Emelina Fernández Soriano
Emelina Fernández Soriano (Almería, 1950) é uma jurista, doutora em Ciências da Comunicação, professora universitária e política espanhola. É experiente em temas audiovisuais e de regulação e foi fundadora da Associação para a Defesa da Imagem Pública da Mulher. Foi membro do primeiro Conselho de Administração da RTVA desde 1987 até 1994 sendo sua porta-voz durante sete anos. Em 2004 foi eleita Senadora pelo PSOE. Desde março de 2011 é Presidente do Conselho Audiovisual de Andaluzia.

## Biografia
Nasceu em Almería. Era a segunda de oito irmãos, filha de uma família de farmacêuticos e médicos. Ainda que num princípio se matriculou em Químicas, abandonou a carreira. Em 1969 instalou-se em Málaga e retomou sua formação licenciando-se em Direito e doutorando-se em Ciências da Comunicação.
Nos anos 70 se afiliou ao Partido Socialista Operário Espanhol partido com o qual foi vereadora, delegada de cultura e senadora. Até 1984 exerceu advocacia. Depois foi nomeada delegada de Cultura da Junta em Málaga cargo que exerceu entre 1984-1987. Foi membro do primeiro Conselho de Administração da RTVA desde 1987 até 1994 sendo seu porta-voz durante sete anos.
Foi fundadora da Associação para a Defesa da Imagem Pública da Mulher.
Em 2004 foi eleita senadora por Málaga e reelegida em 2008. Foi palestrante da Lei de Criação da nova Corporação da RTVE, da Lei da Publicidade Institucional, da Lei de Financiamento da TV pública e da Lei Geral de Comunicação Audiovisual. Também foi vice-porta-voz da Comissão Mista Congresso-Senado de controle da RTVE e porta-voz no Senado de todos os temas relacionados com a Comunicação.  Também tem sido membro da Delegação Espanhola do Conselho de Europa, Comissão de Comunicação e Cultura, e da União Européia Ocidental.
Renunciou à cadeira em março de 2011 depois de sua nomeação como Presidente do Conselho Audiovisual de Andaluzia substituindo Juan Montabes  e sublinhando a necessidade de cumprir com o pluralismo, a alavancagem da igualdade e a defesa da infância.
É Professora titular da Faculdade de Ciências da Comunicação da Universidade de Málaga.

## Publicações
É autora de vários livros e publicações sobre as indústrias culturais, comunicação e género. Entre eles:
- Identidades regionais e locais na era da comunicação multinacional  (1998) Coordenadora. Sociedade e Ciências Sociais. ISBN 8474966965
- Canal Sur, Uma Televisão Regional na Europa (2000) Universidade de Málaga